# Cuatretondeta
Cuatretondeta är en ort i Spanien.   Den ligger i provinsen Provincia de Alicante och regionen Valencia, i den östra delen av landet, 300 km sydost om huvudstaden Madrid. Cuatretondeta ligger 627 meter över havet och antalet invånare är 143.
Terrängen runt Cuatretondeta är kuperad. Runt Cuatretondeta är det glesbefolkat, med 12 invånare per kvadratkilometer. Närmaste större samhälle är Alcoy, 13,8 km väster om Cuatretondeta. 